# Una temporada en el amor
Una temporada en el amor es el quinto álbum de estudio de Estelares. El material, que contó con la producción una vez más de Juanchi Baleirón, contiene una lista de 14 canciones y fue publicado en mayo del 2009, con una reedición a fines de ese año que incluye 2 temas más como bonus track.
Del disco se desprenden los sencillos «Cristal», «Melancolía», «Las trémulas canciones», «Máscaras» y «Tanta gente», de los cuales todos cuentan con su videoclip oficial.

## Características
La grabación tuvo lugar entre los meses de febrero y abril de 2009. Las bases fueron registradas en el estudio El Pie, con Sebastián Perkal (ingeniero de grabación), Nono (asistente de estudio), Lucho (Drum Doctor), y Juanchi Baleirón (productor artístico).
El resto, en los estudios Robledo Sound Machine y Alegría del vivir, con Sebastián Perkal y Juanchi Baleirón en la producción artística. Fue masterizado por Eduardo Bergallo. Diseño e ilustraciones: Juan Soto.
Es el quinto disco de la banda con la difícil misión de responder al éxito del trabajo anterior. El primer corte difusión fue «Cristal», un tema reversionado de Los Peregrinos, una banda anterior de Manuel Moretti.
A fines de 2009 se realizó una reedición del disco que contiene 2 temas extras y los videos de las canciones «Cristal» y «Melancolía».

## Lista de canciones
| Una temporada en el amor |                             |                                   |          |  |
| N.º                      | Título                      | Escritor(es)                      | Duración |  |
| 1.                       | «Cristal»                   | Manuel Moretti · Víctor Bertamoni | 4:04     |  |
| 2.                       | «Melancolía»                | Manuel Moretti · Víctor Bertamoni | 4:10     |  |
| 3.                       | «Las trémulas canciones»    | Manuel Moretti · Víctor Bertamoni | 4:37     |  |
| 4.                       | «Las luces del sueño»       | Manuel Moretti · Víctor Bertamoni | 3:32     |  |
| 5.                       | «Autobuses» (con Fito Páez) | Manuel Moretti · Víctor Bertamoni | 3:59     |  |
| 6.                       | «Máscaras»                  | Manuel Moretti                    | 4:10     |  |
| 7.                       | «Superacción»               | Manuel Moretti                    | 3:57     |  |
| 8.                       | «4 chicos»                  | Manuel Moretti · Víctor Bertamoni | 3:22     |  |
| 9.                       | «Tanta gente»               | Manuel Moretti · Víctor Bertamoni | 4:26     |  |
| 10.                      | «Los 90»                    | Manuel Moretti · Víctor Bertamoni | 3:05     |  |
| 11.                      | «Hoteles»                   | Manuel Moretti · Víctor Bertamoni | 4:17     |  |
| 12.                      | «No hay más»                | Pali Silvera                      | 4:00     |  |
| 13.                      | «Mil abejas»                | Manuel Moretti                    | 2:50     |  |
| 14.                      | «Un viaje a Irlanda»        | Manuel Moretti                    | 5:02     |  |

| Edición Remasterizada: Bonus Tracks |              |                                   |          |  |
| N.º                                 | Título       | Escritor(es)                      | Duración |  |
| 15.                                 | «Madagascar» | Manuel Moretti · Víctor Bertamoni | 3:44     |  |
| 16.                                 | «Línea D»    | Manuel Moretti · Víctor Bertamoni | 4:05     |  |

| Edición Remasterizada: Videos oficiales |                              |          |  |
| N.º                                     | Título                       | Duración |  |
| 1.                                      | «Cristal» (Video oficial)    |          |  |
| 2.                                      | «Melancolía» (Video oficial) |          |  |

## Artistas invitados
- Fito Páez — piano y voz en «Autobuses».
- Ariel Rot — guitarras en «Las trémulas canciones»
- Juanchi Baleiron — guitarras y coros a lo largo del disco.
- Súper Ratones — coros en «Máscaras».
- Miguel Ángel Tallarita — flugelhorn en «Las trémulas canciones».
- Horacio Avendaño — saxo en «Las trémulas canciones».
- Carlos Vandera — coros en «Las trémulas canciones» y «Un viaje a Irlanda».
- David Panizza — coros a lo largo del disco.
- Eduardo Minervino — pianos a lo largo del disco.
- Sebastián Escofet — guitarras acústicas a lo largo del disco.